# Raninidae
Raninidae là một họ cua, được xem là một họ "cua thực sự" tương đối nguyên thủy. Chúng có bề ngoài làm liên tưởng đến Hippoidea, nhưng điều này là do tiến hóa song song hoặc tiến hóa hội tụ. Ở cả hai nhóm, càng trở thành một công cụ để đào bới, và cơ thể tiến hóa thành hình dạng để có thể vùi mình trong cát.
Những hóa thạch cổ nhất của Raninidae có niên đại từ tầng Alba.

## Phân loại

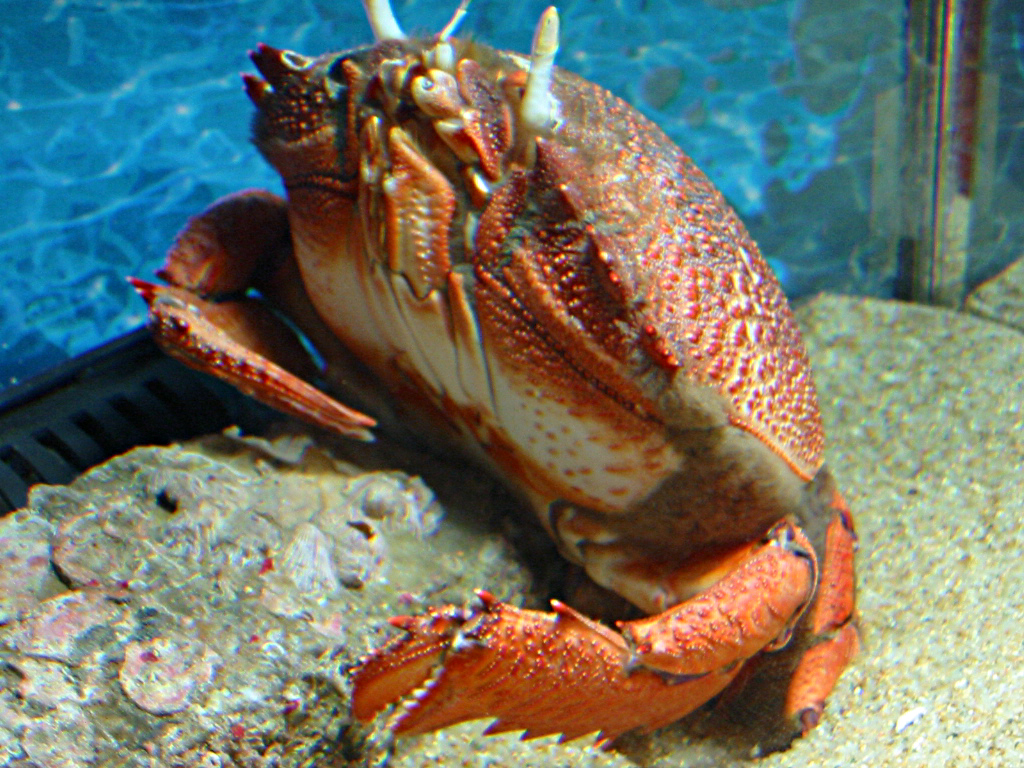
Ranina ranina

46 loài còn tồn tại và 183 loài đã tuyệt chủng trong họ Raninidae được xếp vào 34 chi và 7 phân họ:
| - Phân họ Cyrthorhininae - Cyrtorhina - Phân họ Lyreidinae - †Hemioon - †Lyreidina - Lyreidus - Lysirude - †Rogueus - †Macroacaena - †Tribolocephalus - Phân họ Notopodinae - Cosmonotus - †Eumorphocorystes - †Lianira - †Lovarina - Notopus - †Ranidina - †Raniliformis - Ranilia - Umalia - Phân họ Ranininae - †Lophoranina - Ranina - †Raninella | - Phân họ Raninoidinae - †Bicornisranina - †Cenocorystes - †Cristafrons - Notopoides - Notosceles - †Quaslaeviranina - Raninoides - Phân họ Palaeocorystinae - †Cretacoranina - †Eucorystes - †Heus - †Notopocorystes - Phân họ Symethinae - Symethis - incertae sedis - †Araripecarcinus - †Sabahranina |